# Memucã
Memucã era, de acordo com o Livro de Ester, um dos conselheiros e homens de confiança do rei persa Assuero.
Quando a rainha Vasti, consorte Assuero, recusou-se a exibir-se no banquete do rei, Memucã aconselhou o rei a depor-la e substituí-la por uma mulher mais digna. Memucã ainda aconselhou o rei a emitir um decreto declarando todo o seu domínio a sua ação, de modo que todas as mulheres que aprendessem uma lição, honrar e respeitar seus maridos. O decreto foi traduzido e transcrito em cada língua e escrita do império, de modo que cada homem seria senhor “em sua própria casa.”[carece de fontes?]